# Suša (Orle)
 Suša  falu Horvátországban Zágráb megyében. Közigazgatásilag Orle községhez tartozik.

## Fekvése
Zágráb központjától 33 km-re, községközpontjától 8 km-re délkeletre a Száva jobb partján,  a megye  délkeleti határán fekszik.

## Története
1857-ben 227, 1910-ben 267 lakosa volt. Trianon előtt Zágráb vármegye Nagygoricai járásához tartozott. 1996-ban az újonnan alapított Orle községhez csatolták. 2001-ben a falunak 162 lakosa volt.

## Lakosság
| Lakosság változása | Lakosság változása | Lakosság változása | Lakosság változása | Lakosság változása | Lakosság változása | Lakosság változása | Lakosság változása | Lakosság változása | Lakosság változása | Lakosság változása | Lakosság változása | Lakosság változása | Lakosság változása | Lakosság változása |
| ------------------ | ------------------ | ------------------ | ------------------ | ------------------ | ------------------ | ------------------ | ------------------ | ------------------ | ------------------ | ------------------ | ------------------ | ------------------ | ------------------ | ------------------ |
| 1857               | 1869               | 1880               | 1890               | 1900               | 1910               | 1921               | 1931               | 1948               | 1953               | 1961               | 1971               | 1981               | 1991               | 2001               |
| 227                | 232                | 234                | 272                | 297                | 267                | 258                | 254                | 198                | 208                | 212                | 193                | 176                | 167                | 162                |

## Nevezetességei
Szent Vid tiszteletére szentelt kápolnája 1760-ban épült.

## Külső hivatkozások
- Orle község hivatalos oldala
- Orle község rövid ismertetője